# Марин, Ренато
Ренато Беллуччи Марин (порт.-браз. Renato Bellucci Marin, итал. Renato Bellucci Marino ; род. 10 июля 2006 года, Сан-Паулу, Бразилия) — итальянский и бразильский футболист, вратарь французского клуба «Пари Сен-Жермен».

## Клубная карьера

### Раняя карьера
В 11 лет играл в академии «Палмейрас» на позиции полузащитника. Был капитаном клуба «Сан-Паулу» до 14 лет.

### Рома
После переезда в Италию в 2020 году его семья связалась с академией «Ромы» и те приняли Марина в академию. Марин дебютировал за «Рому» в 2022 году.7 января 2024 года Марина впервые включили в заявку на матч «Ромы» против «Аталанты».

### Пари Сен-Жермен
17 июля 2025 года Марин подписал пятилетний конракт с «Пари Сен-Жермен». 13 августа 2025 года Марин был заявлен на Суперкубок УЕФА 2025, и стал чемпионом в составе Пари Сен-Жермен.

## Международная карьера
5 сентября 2022 года Марин был вызван в Сборную Италии до 17 лет, но не сыграл не одного матча. 2 ноября 2023 года Марина включили в заявку на матчи Отборочного турнира Чемпионата Европы до 19 лет в составе Сборной Италии до 19 лет.
с 15 июля до 25 июля 2024 года сыграл на Чемпионате Европы 2024 до 19 лет, там он участвовал в трёх матчах пропустив 2 мяча, со сборной дошёл до полуфинала где проиграл Сборной Испании до 19 лет.

## Достижения

### Пари Сен-Жермен
Международные
- Суперкубок УЕФА; 2025